# جزيرة بوكات
جزيرة بوكات وهي جزيرة من جزر إندونيسيا، وتقع في إقليم كالمنتان الشمالية في إندونيسيا.